# Snickers Workwear
Snickers Workwear ist der Name einer ursprünglich schwedischen Kleidermarke. Das Unternehmen wurde 1975 gegründet und stellt insbesondere Arbeitskleidung wie Hosen, Jacken etc. her. Es ist heute in 15 Ländern vertreten und gehört zu den führenden Unternehmen dieser Sparte.